# 1967
1967 (MCMLXVII) byl rok, který dle gregoriánského kalendáře započal nedělí.

## Události
Automatický abecedně řazený seznam viz Kategorie:Události roku 1967
Československo
- V Prunéřově u Kadaně na Chomutovsku byl zahajován provoz tepelné elektrárny zásobované hnědým uhlím z přilehlého lomu Nástup.
- 1. ledna
  - V souvislosti s probíhající ekonomickou reformou byla provedena přestavba velkoobchodních cen a změna jednotných odvodů podniků. Opatření mělo být dalším krokem k nezávislosti podniků a vedlo ke zvýšení jejich ziskovosti. Na druhé straně však vedlo k růstu inflace.
  - V platnost vstoupil nový tiskový zákon, který oficiálně povoloval předběžnou cenzuru. Byla vytvořena Ústřední publikační správa, která zásahy státu do svobody tisku následně realizovala.
- 21. ledna – Českoslovenští házenkáři se stali ve Švédsku mistry světa, když ve finále MS porazili Dánsko 14:11.
- 30. ledna – Výpravu českých turistů z Turnova zavalila lavina v Kotlině Pěti Spišských ples v Malé Studené dolině ve Vysokých Tatrách a zahynulo 7 lidí.[1]
- 31. ledna – 4. února – Na VI. sjezdu ROH vystoupil prezident Antonín Novotný s varováním před přílišnou demokratizací společnosti, která dle něho mohla vést až k podpoře imperialistických snah.
- 4.–6. února – Prahu navštívil nejvyšší sovětský představitel Leonid Iljič Brežněv a předseda sovětského Výboru státní bezpečnosti (KGB) Jurij Andropov. Předložili návrh na umístění dvou sovětských vojenských divizí v pohraničí ČSSR. Antonín Novotný tento požadavek odmítl.
- 16.–17. března – Na státní návštěvu do Prahy přiletěla delegace NDR vedená Walterem Ulbrichtem. Při této příležitosti podepsali nejvyšší představitelé NDR a ČSSR Smlouvu o přátelství, spolupráci a vzájemné pomoci.
- 20.–21. března – Na zasedání Ústřední rady odborů byl předsedou zvolen K. Poláček. Bylo započato s decentralizací odborových svazů – z 15 jich vzniklo 57.
- 23.–25. března – Prahu navštívil budoucí americký prezident Richard Nixon.
- 3.–4. května – ÚV KSČ učinil první kroky k zablokování některých decentralizačních opatření ekonomické reformy. Podnikům byly odebrány finance a byla zastavena volná a limitní cenotvorba.
- 27. dubna – Do provozu byl předán Žďákovský most.[2]
- 10. června – V reakci na Šestidenní válku přerušila ČSSR diplomatické styky s Izraelem.
- 27.–29. června – Na IV. sjezdu československých spisovatelů v Praze zazněla ostrá kritika odpůrců probíhajících společenských reforem. Spisovatelé požadovali návrat do evropské kulturně – civilizační sféry odpovídající českým tradicím. Největší ohlasy vzbudila vystoupení Ludvíka Vaculíka, Ivana Klímy, Václava Havla a Pavla Kohouta. Sjezd předčasně opustila delegace ÚV KSČ pod vedením ideologického tajemníka Jiřího Hendrycha. Členové Svazu československých spisovatelů byli následně perzekvováni.
- 30. června – Na Vysoké škole stranické vystoupil Antonín Novotný s projevem mířeným do řad kritiků vedení státu a nastolil tvrdý kurz, kterým chtěl ukončit společenské „tání“.
- 9. srpna – Vláda ČSSR přijala usnesení č. 288/1967 Sb., podle něhož se v Praze místo připravované podpovrchové tramvaje má vybudovat síť metra. Na základě tohoto usnesení musel být změněn projekt výstavby.
- 25.–28. srpna – Na oslavách Matice slovenské v Martině obvinil prezident Antonín Novotný Matici z buržoazního nacionalismu a vyvolal konflikt se slovenskými hostiteli.[3]
- 8. září – Nedaleko Chodova (tehdy okr. Praha – západ, dnes Praha 4) byl za účasti členů československé vlády slavnostně položen základní kámen prvního úseku dálnice D1 z Prahy do Mirošovic.
- 13. září – Při železniční nehodě v Hradci nad Svitavou zemřelo 5 lidí a 21 jich bylo zraněno.
- 6. října – V Uherském Hradišti bylo předáno do provozu první československé širokoúhlé kino Hvězda pro 510 diváků.[4]
- 30.–31. října – Na jednání ÚV KSČ vystoupil Alexander Dubček. Hovořil o nebezpečí hlásání třídního boje a kritizoval kumulování funkcí typické např. pro Antonína Novotného. V reakci na to Antonín Novotný vystoupil proti vedení KSS, což přerostlo do česko-slovenského sporu.
- 31. října – V reakci na výpadky elektrického proudu na studentských kolejích v Praze na Strahově demonstrovalo několik set studentů se svíčkami v ulicích za skandování hesla: „Chceme světlo“. V Nerudově ulici na Malé Straně jejich demonstraci rozehnala Veřejná bezpečnost. 10 osob muselo vyhledat lékařské ošetření.
- 10. listopadu – Při příležitosti 50. výročí VŘSR byl zahájen elektrický provoz na železniční trati z Břeclavi do Bratislavy. Jednalo se o poslední úsek mezi Prahou a Bratislavou, kde elektrická trakce nahradila parní pohon.
- 19.–21. prosince – Na schůzi ÚV KSČ vystoupila velká část jeho členů s kritikou práce Antonína Novotného. Ten pod jejím tlakem dal svoji funkci 1. tajemníka ÚV KSČ k dispozici.

Svět
- 2. ledna – Pedro Rodríguez na voze Cooper zvítězil v Grand Prix JAR.
- 2. ledna] – Válka ve Vietnamu: Americké fantomy úspěšně zrealizovaly operaci Bolo, když vylákaly k boji vietnamské migy a 5 z nich sestřelily.
- 3. ledna – Ronald Reagan se stal 33. guvernérem Kalifornie.
- 27. ledna – Při požáru v kabině kosmické lodi Apolla 1 v průběhu nácviku startu tragicky zahynuli 3 američtí astronauti.
- 27. února – Antigua a Barbuda získala vnitřní autonomii jako přidružený stát Velké Británie.
- 1. března – V Londýně byla otevřena koncertní síň Queen Elizabeth Hall.
- 9. března – Dcera Josefa Stalina Světlana Allilujevová emigrovala do USA.
- 11. března – Začala občanská válka v Kambodži.
- 12. března – Indonéským prezidentem se na 31. let stal Suharto.
- 26. března – Papež Pavel VI. vydal encykliku Populorum progressio o kapitalismu, sociálních právech a nerovnosti mezi lidmi.
- 9. dubna – Uskutečnil se první let letadla Boeing 737.
- 15. dubna – V New Yorku a San Francisku se konaly několikatisícové demonstrace proti válce ve Vietnamu.
- 21. dubna – Vojenská junta provedla v Řecku převrat a na 7 let převzala moc v zemi.
- 24. dubna – Sovětský kosmonaut Vladimir Komarov zahynul při neúspěšném přistání lodi Sojuz 1.
- 28. dubna–27. října – V kanadském Montréalu se konala výstava Expo 1967, které se účastnilo i Československo.
- 4. května – Americká NASA vypustila družici Lunar Orbiter 4, která pořídila 270 snímků přivrácené i odvrácené strany Měsíce.
- 23. května – Egypt uzavřel pro lodě Izraele Tiranskou úžinu, což mezinárodní právo hodnotí jako válečný akt.
- 27. května – V referendu bylo původním obyvatelům Austrálie Aboridžincům přiznána občanská práva.
- 30. května – Na jihovýchodě Nigérie byl vyhlášen samostatný stát Biafra.
- 2. června – Při protestech proti návštěvě íránského šáha Muhammada Rezi Pahlavího v Západním Berlíně byl agentem Stasi zabit student Benno Ohnesorg
- 5. června – Izraelské jednotky napadly Egypt, začala šestidenní válka; Jordánsko a Sýrie vyhlásily Izraeli válku.
- 11. června – Šestidenní válka skončila porážkou arabské koalice.
- 12. června – V Sovětském svazu byla vypuštěna sonda Veněra 4, která provedla analýzu atmosféry Venuše.
- 6. července
  - Při železniční nehodě u východoněmeckého Magdeburgu zahynulo 94 lidí.
  - Začala Nigerijská občanská válka.
- 14. července – Vznikla Světová organizace duševního vlastnictví.
- 5. září – V kanadském Ganderu se zřítil Iljušin Il-18 Československých aerolinií na lince z Prahy do Havany a zemřelo 37 lidí.
- 10. září – Britská vláda uspořádala referendum v Gibraltaru o statutu Gibraltarského území.
- 21. říjen – Egyptské raketové čluny sovětského typu 183P (v kódu NATO Komar) potopily raketami SS-N-2 Styx nedaleko Port Saidu izraelský torpédoborec Eilat a byla zahájena Opotřebovací válka.
- 28. listopadu – Byla vyhlášena Jihojemenská lidová republika.
- 5. prosince – Válka ve Vietnamu: Vietkong spáchal masakr v Dak Son, který stál život nejméně 250 osob.
- 11. prosince – Byla založena Lidová fronta pro osvobození Palestiny.
- 15. prosince – Při zřícení mostu Silver Bridge v Ohiu zahynulo 46 osob.
- Spojené arabské emiráty se staly členy Organizace zemí vyvážejících ropu.
- V San Francisku vyhlášeno hnutí hippies.

## Vědy a umění
- 4. října – Divadlo Járy Cimrmana uvádí veřejnou premiéru své první hry Akt
- 21. října – Po posledním představení ve staré budově se uskutečnil veselý smuteční průvod, kterým se zaměstnanci Divadla pracujících ve Gottwaldově rozloučili s prostory dřívějšího Komorního kina a přesunuli se do nově postavené budovy divadla.
- 11. listopadu – Slavnostní otevření nové divadelní budovy Divadla pracujících v Gottwaldově (Zlíně) premiérou hry Jiřího Mahena Jánošík v režii Karel Pokorného, v titulní roli s Miroslavem Moravcem
- 13. listopadu – Mladý houslista Václav Hudeček je představen Davidu Oistrachovi, který se nabídl, že ho bude učit
- 24. listopad – Premiéra českého historického filmu Markéta Lazarová Františka Vláčila podle stejnojmenné knihy Vladislava Vančury.
- 3. prosince – jihoafrický chirurg Christiaan Barnard provádí první transplantaci srdce.
- Natočen poslední díl seriálu Tom a Jerry.
- Založen soutěžní hudební festival Porta.
- Založení Divadla Husa na provázku.
- Vznikl programovací jazyk Simula 67.
- První vydání sbírky povídek A.C.Clarka Devět miliard božích jmen.
- První vydání ságy Gabriela Garcíi Márqueze Sto roků samoty.
- Vyšel román Ladislava Fukse Spalovač mrtvol.
- V tomto roce vyvezla M. Quantová do Francie 30 000 obleků. Paříž ztrácí v módě své dominantní postavení. Objevují se nová módní centra: Itálie, Moskva atd.

## Sport
- 2. ledna – Pedro Rodríguez na voze Cooper T 12 zvítězil v Grand Prix JAR.
- 15. ledna – V Los Angeles proběhl první Super Bowl, finálový zápas NFL.

## Nobelova cena
- Nobelova cena za fyziku – Hans Bethe
- Nobelova cena za chemii – Manfred Eigen, Ronald George Wreyford Norrish, George Porter
- Nobelova cena za fyziologii a lékařství – Ragnar Granit, Haldan Keffer Hartline, George Wald
- Nobelova cena za literaturu – Miguel Ángel Asturias
- Nobelova cena za mír – (Cena neudělena, finanční část vložena 1/3 do společného fondu Nobelových cen, 2/3 do zvláštního fondu Nobelovy ceny míru.)

## Narození

### Česko

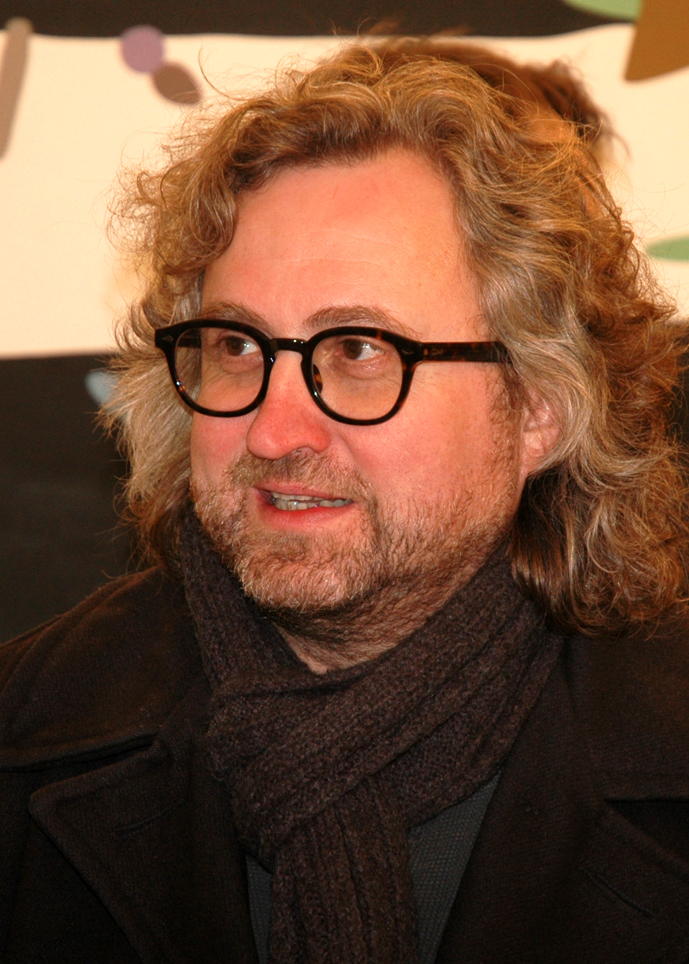
Jan Hřebejk (* 27. červen)

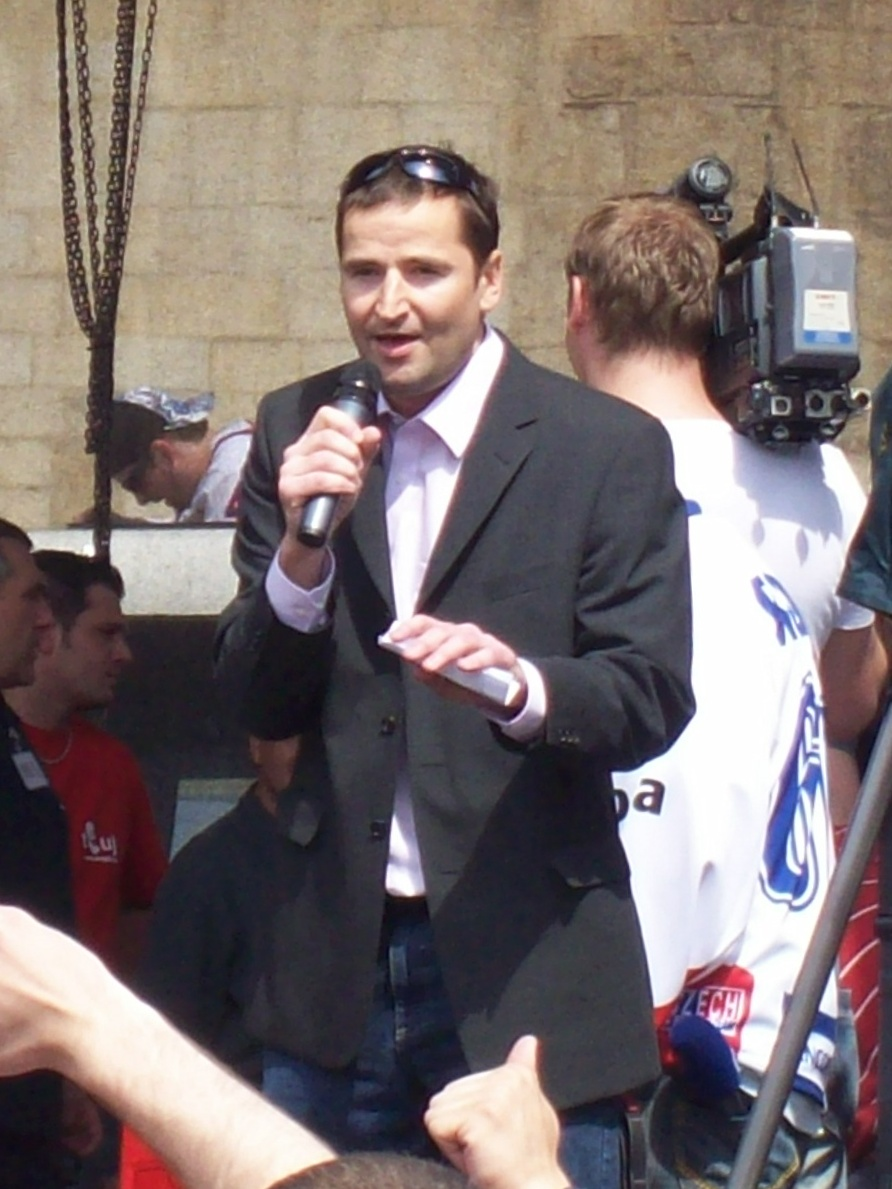
Robert Záruba (* 18. srpen)

- 25. ledna – Václav Němeček, fotbalista
- 29. ledna – Cyril Suk, tenista
- 4. února – Jiří Dvořák, herec
- 7. únor – David Nykl, kanadský herec českého původu
- 8. února – Petr Hošek, baskytarista († 23. ledna 2023)
- 11. února – Ladislav Lubina, bývalý hráč a současný trenér ledního hokeje
- 20. února – Robert Kodym, zpěvák a textař
- 17. března – Simona Monyová, spisovatelka († 3. srpna 2011)
- 18. března – Mahulena Bočanová, herečka
- 23. března – Kateřina Kornová, herečka, modelka, moderátorka a podnikatelka
- 25. března – Pavel Kohout (ekonom), ekonom
- 14. dubna – Sára Saudková, fotografka
- 2. května – Alan Černohous, básník a spisovatel
- 3. května – Hana Kotková, houslistka
- 11. května – Zdeněk Jánoš, fotbalový brankář († 15. září 1999)
- 14. května – Pavel Kalný, horolezec, povoláním psychiatr († 10. května 2006)
- 24. května – Leona Machálková, zpěvačka
- 26. května – Martin Zounar, herec
- 29. května – Bohdan Sláma, režisér
- 27. června – Jan Hřebejk, režisér
- 9. srpna – Dana Vávrová, herečka († 5. února 2009)
- 11. srpna – Ostravak Ostravski, ostravský blogger
- 18. srpna – Robert Záruba, sportovní komentátor
- 20. června – Petr Kolář (zpěvák), zpěvák
- 30. července – Libor Barta, hokejový brankář
- 21. srpna – Petr Zelenka, dramatik, scenárista a režisér
- 27. srpna – Lucie Talmanová, politička, manželka Mirka Topolánka
- 29. srpna – Jiří Růžek, fotograf
- 30. srpna – Jakub Stretti, malíř
- 6. září – Bohdan Tůma, dabér
- 9. září – Hana Andronikova, spisovatelka († 20. prosince 2011)
- 16. září – Ludmila Peterková, klarinetistka
- 27. listopadu
  - Ivan Adamovič, spisovatel
  - Igor Indruch, spisovatel a překladatel
  - Martin Minařík, horolezec († duben 2009)
- 1. prosince – Nela Boudová, herečka
- 15. prosince – David Černý, výtvarný umělec
- 27. prosince – Šimon Pánek, politický aktivista, humanitární pracovník
- 31. prosince – Jiří Kulhánek, spisovatel sci-fi

### Svět
- 02. ledna

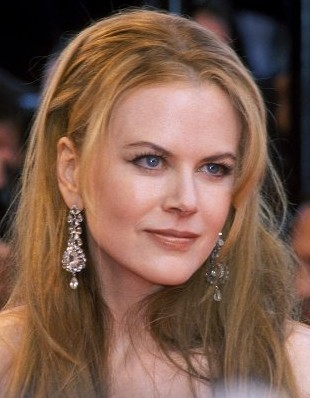
Nicole Kidmanová (* 20. červen)

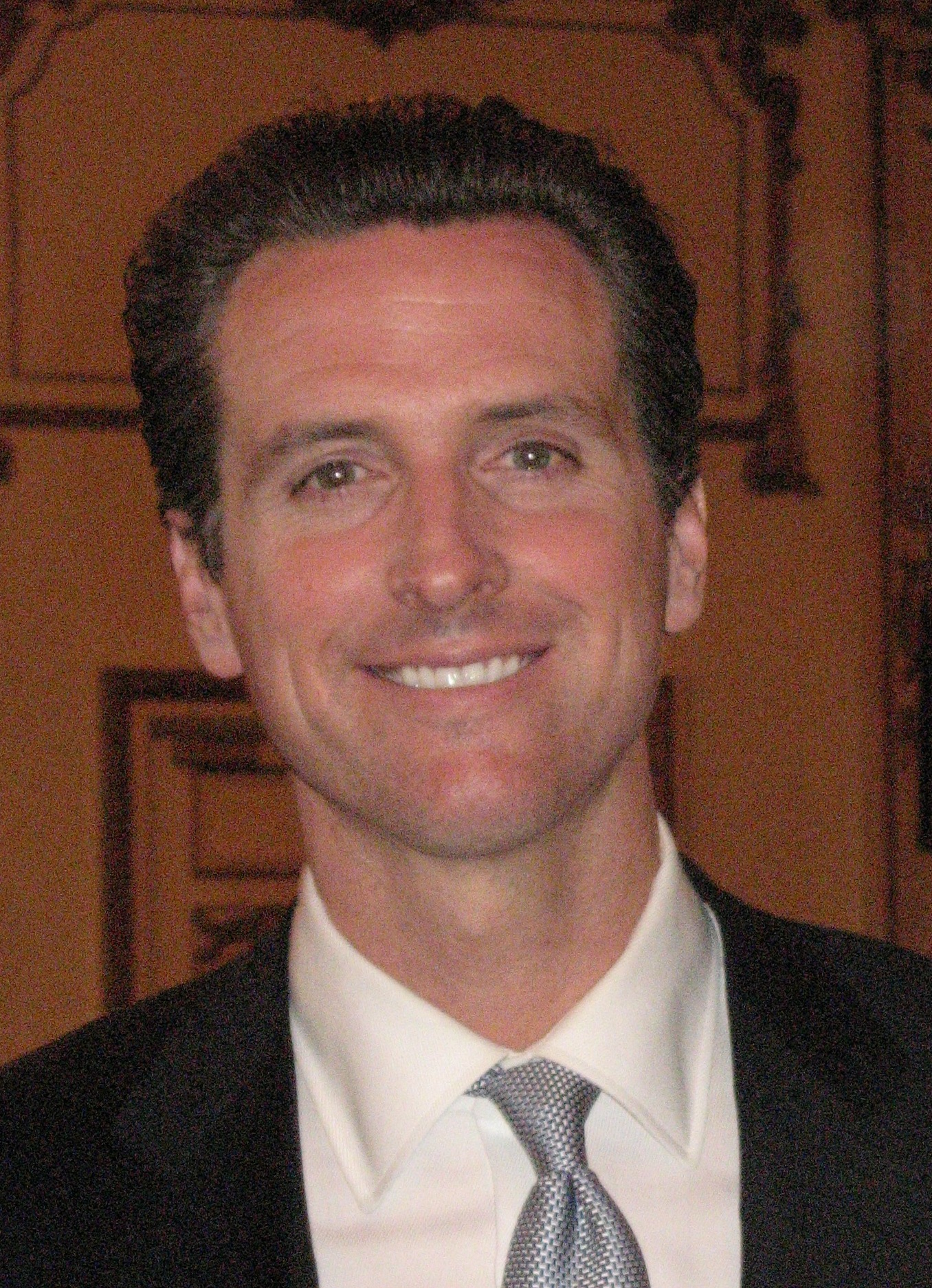
Gavin Newsom (*10. říjen)

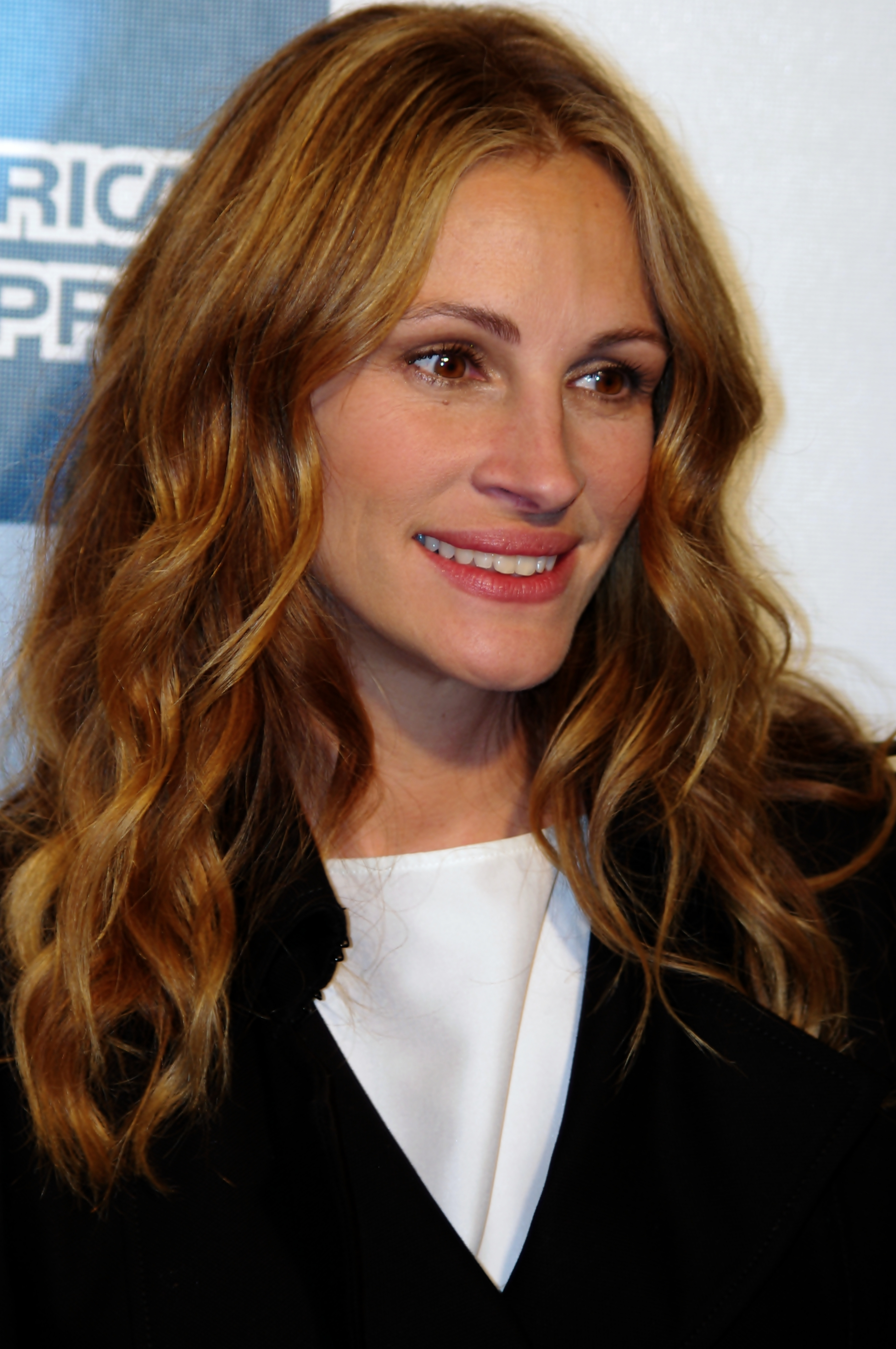
Julia Roberts (* 22. říjen)

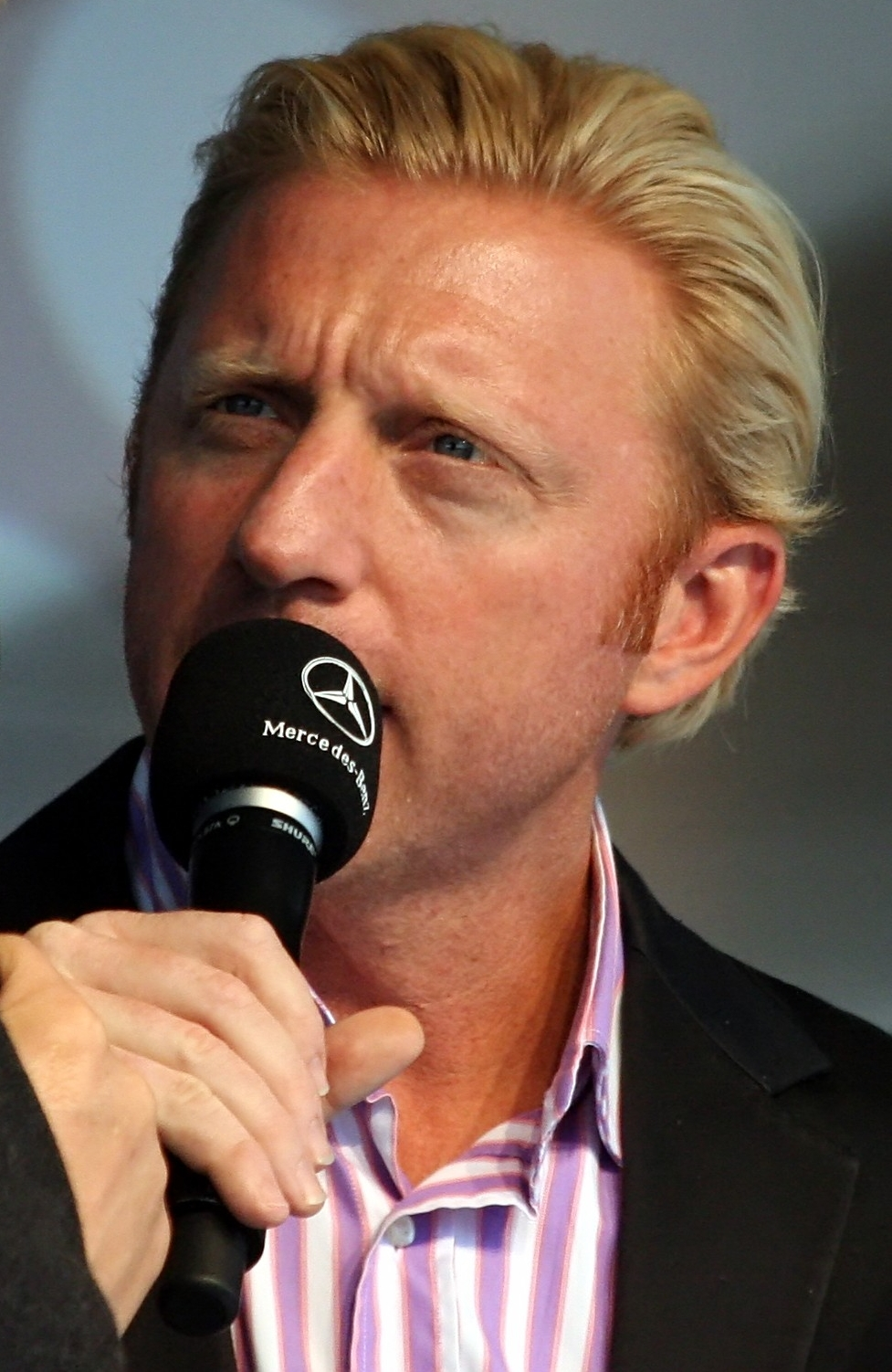
Boris Becker (* 22. listopad)

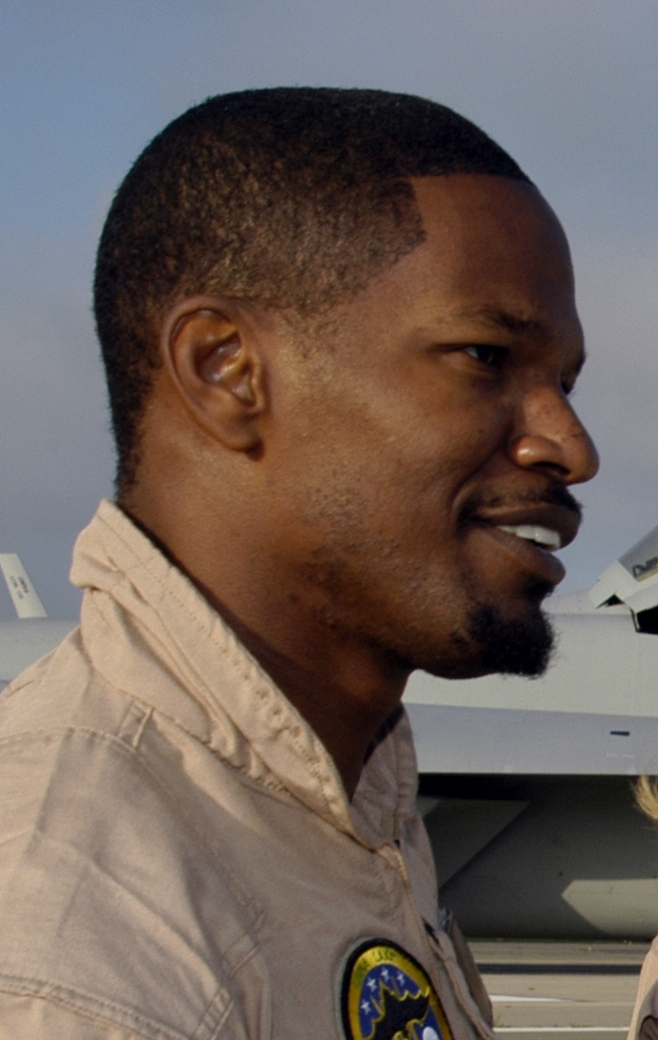
Jamie Foxx (* 13. prosinec)

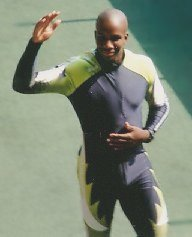
Donovan Bailey (* 16. prosinec)

  - Tia Carrereová, americká herečka, modelka a zpěvačka
  - Francois Pienaar, jihoafrický ragbista
- 07. ledna
  - Nick Clegg, britský politik, předseda Liberálně demokratické strany
  - Johannes Brandrup, německý herec
  - Irrfan Khan, indický herec († 29. dubna 2020)
- 09. ledna – Claudio Caniggia, argentinský fotbalista
- 12. ledna – Richard Stanke, slovenský herec
- 14. ledna – Emily Watson, anglická herečka
- 18. ledna – Iván Zamorano, chilský fotbalový brankář
- 23. ledna – Judita Hansman, slovenská herečka
- 02. února – Artūrs Irbe, lotyšský lední hokejový brankář
- 10. února – Laura Dernová, americká herečka, režisérka a filmová producentka
- 15. února – Bronnie Ware, australská písničkářka a spisovatelka
- 17. února – Roman Pivarník, slovenský fotbalista a trenér
- 18. února
  - Roberto Baggio, italský fotbalista
  - Colin Jackson, britský atlet
- 19. února – Benicio del Toro, portorikánský herec a producent
- 20. února – Kurt Cobain, americký rockový zpěvák, zakladatel skupiny Nirvana († 5. dubna 1994)
- 2. března
  - Alexander Vencel ml., slovenský fotbalový brankář
  - Thierry Lacroix, francouzský ragbista
- 08. března – Will Gadd, kanadský horolezec
- 17. března – Billy Corgan, americký hudebník (The Smashing Pumpkins)
- 20. března – Jonas Thern, bývalý švédský fotbalista
- 29. března – Michel Hazanavicius, francouzský filmový režisér a scenárista
- 18. dubna – Maria Bellová, americká herečka
- 30. dubna – Ausra Fridrikasová, rakouská házenkářka
- 02. května – Luigi Apolloni, italský fotbalista a trenér
- 05. května – Carlos Alberto Dias, brazilský fotbalista
- 12. května – Martina Lubyová, slovenská ministryně školství († 20. listopadu 2023)
- 17. května – Joseph Acabá, americký astronaut
- 21. května – Chris Benoit, kanadský profesionální wrestler († 24. června 2007)
- 22. května – Katarína Brychtová, slovenská herečka a moderátorka
- 27. května – Paul Gascoigne, anglický fotbalista
- 28. května – Szidi Tobias, slovenská zpěvačka
- 06. června
  - József Berényi, slovenský politik
  - Paul Giamatti, americký herec
  - Ron Zwerver, nizozemský volejbalista
- 16. června – Jürgen Klopp, německý fotbalista a trenér
- 17. června – Alex Azar, americký politik a právník
- 20. června – Nicole Kidman, australská herečka a producentka
- 20. června – Richard Kruspe, německý hudebník
- 30. června – Gareth Rees, kanadský ragbista
- 01. července – Pamela Anderson, kanadská herečka a modelka
- 02. července – Claudio Biaggio, argentinský fotbalista
- 11. července – Jeff Corwin, americký moderátor naučných televizních pořadů o přírodě
- 12. července
  - John Petrucci, americký rockový kytarista
  - Luis Abinader, prezident Dominikánské republiky
- 13. července
  - Benny Benassi, italský DJ
  - Andrej Kraus, slovenský herec, humorista, scenárista a moderátor
- 14. července – Karsten Braasch, německý tenista
- 16. července
  - Joel Stransky, jihoafrický ragbista
  - Will Ferrell, americký herec a komik
- 18. července – Vin Diesel, americký herec, spisovatel, režisér, scenárista a producent
- 23. července – Philip Seymour Hoffman, americký herec († 2. února 2014)
- 25. července
  - Matt LeBlanc, americký herec
  - John Petrucci, americký rockový kytarista (Dream Theater)
- 04. srpna – Marcelo Filippini, uruguayský tenista
- 18. srpna – Dan Peters, americký hudebník
- 21. srpna – Carrie-Anne Mossová, kanadská filmová a televizní herečka a bývalá modelka
- 22. srpna – Layne Staley, americký hudebník, zpěvák a kytarista kapely Alice in Chains († 2002)
- 05. září – Adnan Çolak, turecký sériový vrah
- 12. září – Jason Statham, britský herec, závodní skokan do vody a model
- 13. září – Michael Johnson, atlet USA
- 21. září – Faith Hill, americká country zpěvačka
- 28. září
  - Mira Sorvino, americká herečka
  - Włodzimierz Zawadzki, polský zápasník
- 02. října
  - Frankie Fredericks, namibijský atlet
  - Thomas Muster, rakouský tenista
- 06. října – Attila Ambrus, maďarský hokejista
- 07. října
  - Thom Yorke, britský zpěvák a hudebník, spoluzakladatel skupiny Radiohead
  - Toni Braxton, americká herečka a zpěvačka
- 10. října
  - Jonathan Littell, francouzsky píšící americký spisovatel
  - Gavin Newsom
- 16. října – Albin Julius, rakouský hudebník († 4. května 2022)
- 17. října – Nathalie Tauziatová, francouzská tenistka
- 27. října – Scott Weiland, americký hudebník, textař a zpěvák († 3. prosince 2015)
- 28. října – Julia Robertsová, americká herečka
- 29. října – Rufus Sewell, britský herec
- 03. listopadu – Steven Wilson, britský zpěvák a kytarista
- 07. listopadu – David Guetta, francouzský DJ
- 08. listopadu – Courtney Thorneová-Smithová, americká herečka
- 22. listopadu
  - Boris Becker, německý tenista
  - Mark Ruffalo, americký herec
- 13. prosince – Jamie Foxx, americký herec, komik a zpěvák
- 16. prosinec
  - Donovan Bailey, kanadský atlet
  - Miranda Otto, novozélandská herečka
- 17. prosince
  - Salavat Rachmetov, ruský sportovní lezec
  - Gigi D'Agostino, italský DJ
- 19. prosince – Criss Angel, americký hypnotizér, mág, herec a hudebník
- 22. prosince – Aleksandar Milenković, srbský sportovec
- 23. prosince – Carla Bruniová-Sarkozyová, francouzská modelka a zpěvačka
- 29. prosince – Andy Wachowski, americký scenárista, režisér a producent
- ? – David Peace, anglický spisovatel

## Úmrtí

### Česko

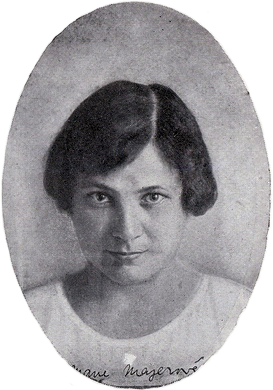
Marie Majerová († 16. leden; spisovatelka)

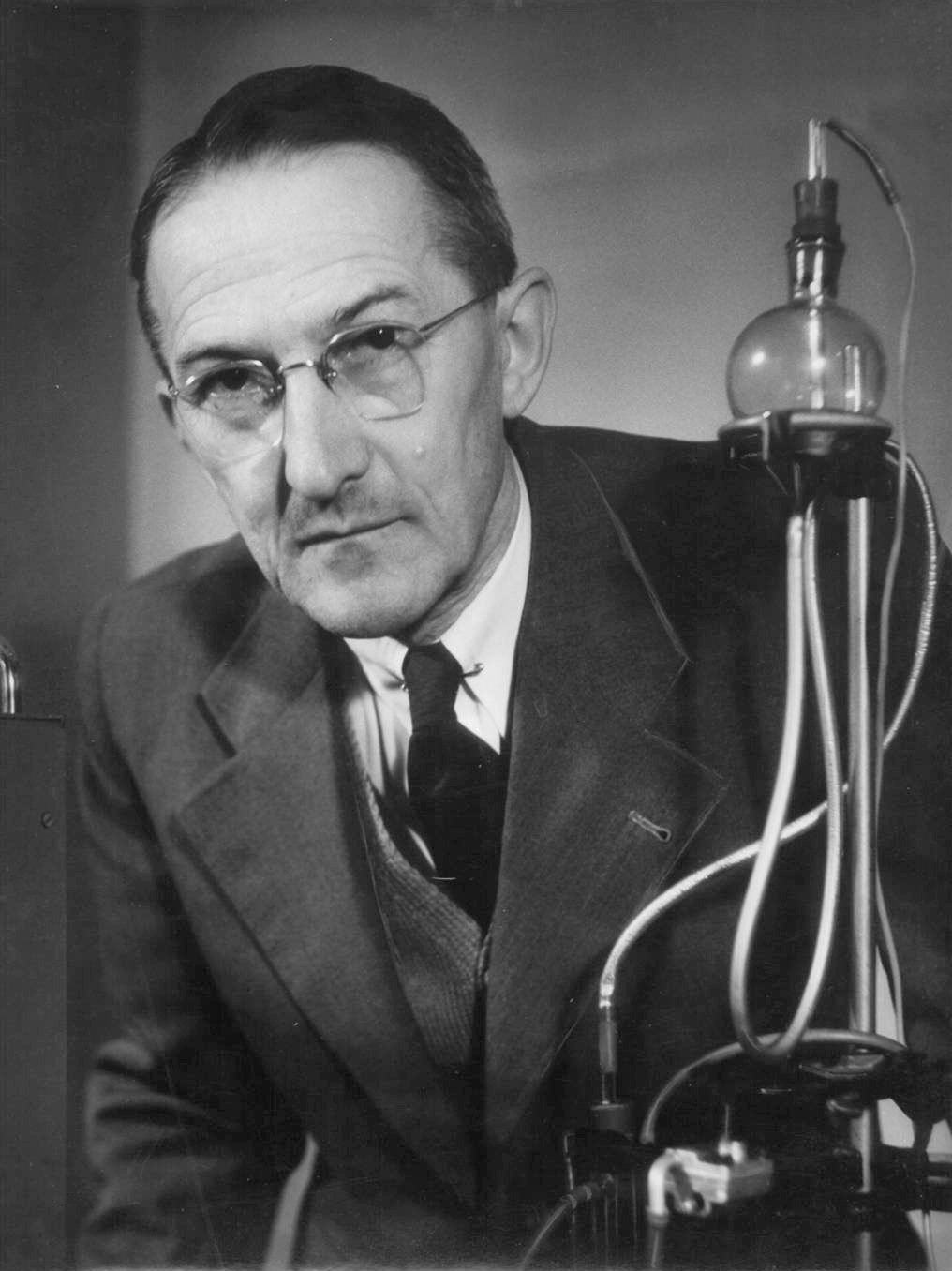
Jaroslav Heyrovský († 27. březen; chemik)

- 03. ledna – Jaroslav Fragner, architekt a malíř (* 25. prosince 1898)
- 04. ledna – Josef Ryšavý, profesor geodezie a rektor na ČVUT (* 6. ledna 1884)
- 08. ledna – Josef Böhm, hudební skladatel, varhaník a sbormistr (* 20. listopadu 1881)
- 10. ledna
  - Marie Charousová-Gardavská, autorka dětských knih (* 14. února 1893)
  - Vilém Petrželka, dirigent, hudební skladatel a pedagog (* 10. září 1889)
- 11. ledna – Otakar Čapek, mystik, spisovatel, oběť komunistického režimu (* 23. března 1893)
- 16. ledna – Marie Majerová, spisovatelka (* 1. února 1882)
- 17. ledna – Jiří Levý, literární teoretik (* 8. srpna 1926)
- 28. ledna – Václav Wasserman, režisér (* 19. února 1898)
- 04. února – Igo Etrich, rakouský letecký konstruktér (* 25. prosince 1879)
- 10. února – Vladimír Raffel, spisovatel a psychiatr (* 30. srpna 1898)
- 13. února – Čeněk Kudláček, československý generál, legionář, protinacistický a protikomunistický odbojář (* 19. července 1896)
- 26. února – Antonín Machát, československý politik (* 5. listopadu 1880)
- 27. února – Theodor Ježdík, profesor hydrologie, rektor ČVUT (* 9. listopadu 1889)
- 28. února – Josef Svoboda, masový vrah (* 1. listopadu 1923)
- 02. března – Hans Ledwinka, rakouskočeský automobilový konstruktér (* 14. února 1878)
- 03. března – Josef Resl, plzeňský arcibiskupský vikář (* 18. října 1885)
- 04. března – Otto Muneles, filolog, judaista a znalec židovské mystiky (* 8. ledna 1894)
- 17. března – Jiří Valja, spisovatel (* 22. července 1914)
- 19. března – Gustav Hilmar, herec, malíř a sochař (* 30. ledna 1891)
- 21. března – Eva Šolcová, divadelní a filmová herečka (* 24. května 1945)
- 24. března – Antonín Pelc, karikaturista, malíř a ilustrátor (* 16. ledna 1895)
- 27. března
  - Richard Tesařík, generálmajor, Hrdina Sovětského svazu (* 3. prosince 1915)
  - Jaroslav Heyrovský, chemik (* 20. prosince 1890)
- 01. dubna – Max Lobkowicz, šlechtic, politik a diplomat (* 26. prosince 1888)
- 02. května – Jan Eisner, archeolog (* 24. dubna 1885)
- 05. dubna – Oldřich Kovář, operní pěvec (* 21. února 1907)
- 09. dubna – Josef Adam, poslanec Českého zemského sněmu a meziválečný poslanec (* 9. prosince 1874)
- 10. dubna – Eduard Hnilička, architekt a grafik (* 1. února 1887)
- 16. dubna – Vincenc Straňák, katolický kněz, teolog (* 22. května 1894)
- 27. dubna – Karel Hladík, sochař (* 27. června 1912)
- 29. dubna – František Wonka, římskokatolický duchovní a kronikář (* 11. května 1900)
- 06. května – Jakub Janovský, československý politik (* 4. srpna 1876)
- 07. května – Jan Gillar, architekt (* 24. června 1904)
- 12. května
  - Timotheus Vodička, filosof, katolický spisovatel, redaktor a překladatel (* 16. září 1910)
  - Julius Kalaš, hudební skladatel, pedagog a klavírista (* 18. srpna 1902)
- 15. května – Jaromír Fiala, hudební pedagog, spisovatel, překladatel a skladatel (* 30. prosince 1892)
- 16. května – Josef Tříška, malíř (* 16. března 1885)
- 19. května – František R. Kraus, spisovatel, novinář a člen protinacistického odboje (* 14. října 1903)
- 20. května – Kuzma, spisovatel a překladatel (* 17. března 1900)
- 27. května – Josef Velenovský, písecký malíř a fotograf (* 3. března 1887)
- 22. června – Richard Hrdlička, historik a spisovatel (* 10. dubna 1868)
- 04. července – Ondřej Sekora, spisovatel a kreslíř (* 25. září 1899)
- 17. července – Antonín Kubát, „Poslední podskalák“ (* 27. listopadu 1868)
- 28. července – Vít Skála, malíř, scénograf a režizér (* 18. ledna 1883)
- 31. července – Vlastimil Kopecký, fotbalový hráč a trenér klubu SK Slavia Praha (* 14. října 1912)
- 08. srpna – Jaromír Weinberger, hudební skladatel a dirigent (* 8. ledna 1896)
- 22. srpna – Otýlie Beníšková, herečka (* 25. října 1882)
- 27. srpna
  - Kamil Henner, zakladatel moderní neurologie (* 30. března 1895)
  - Břetislav Kafka, řezbář, sochař a léčitel (* 14. května 1891)
- 29. srpna – Ludvík Hilgert, architekt (* 24. září 1895)
- 31. srpna – Mária Sýkorová, herečka (* 22. dubna 1888)
- 10. září – Jan Dokulil, učitel, národopisec, vlastivědec, muzejník a spisovatel (* 1887)
- 15. září – Jan Harus, československý politik, ministr (* 12. července 1892)
- 17. září – Pavel Jáchym Šebesta, misionář, etnograf, antropolog a lingvista (* 20. března 1887)
- 24. září – Karel Chotek, etnograf (* 12. června 1881)
- 16. října – František Xaver Margold, malíř a restaurátor (* 5. července 1887)
- 23. října – Jindřich Jindřich, hudební skladatel a etnograf (* 5. března 1876)
- 15. listopadu – Stanislav Lom, dramatik, spisovatel a kritik (* 13. listopadu 1883)
- 16. listopadu – František Roland, herec (* 22. ledna 1888)
- 18. listopadu – Alžběta Birnbaumová, historička umění a spisovatelka (* 16. března 1898)
- 21. listopadu
  - Rudolf Deyl mladší, herec (* 6. července 1912)
  - František Machník, politik (* 30. dubna 1886)
- 24. listopadu – Andula Sedláčková, herečka (* 29. září 1887)
- 16. prosince – Josef Dvořák, malíř a tkadlec (* 21. prosince 1883)
- 24. prosince – Zdeněk Souček, lékař, polárník a průzkumník tropických oblastí (* 9. září 1917)
- 25. prosince
  - Karel Pátek, fyzik (* 5. května 1927)
  - Josef Kokeš, malíř (* 16. listopadu 1906)
- 29. prosince – František Rouček, děkan Právnické fakulty Masarykovy univerzity (* 25. dubna 1891)
- 30. prosince – Gustav Havel, motocyklový závodník (* 27. srpna 1930)
- 0? – František Fechtner, preparátor Botanického ústavu, mykolog (* 1883)

### Svět
- 4. ledna

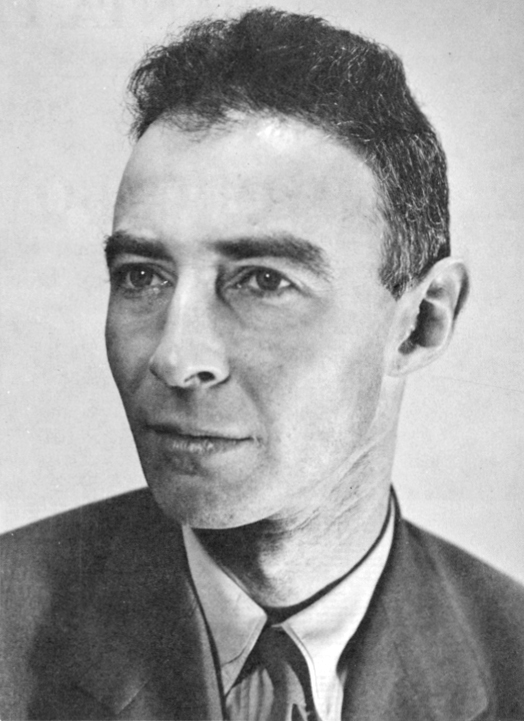
Robert Oppenheimer († 18. únor)

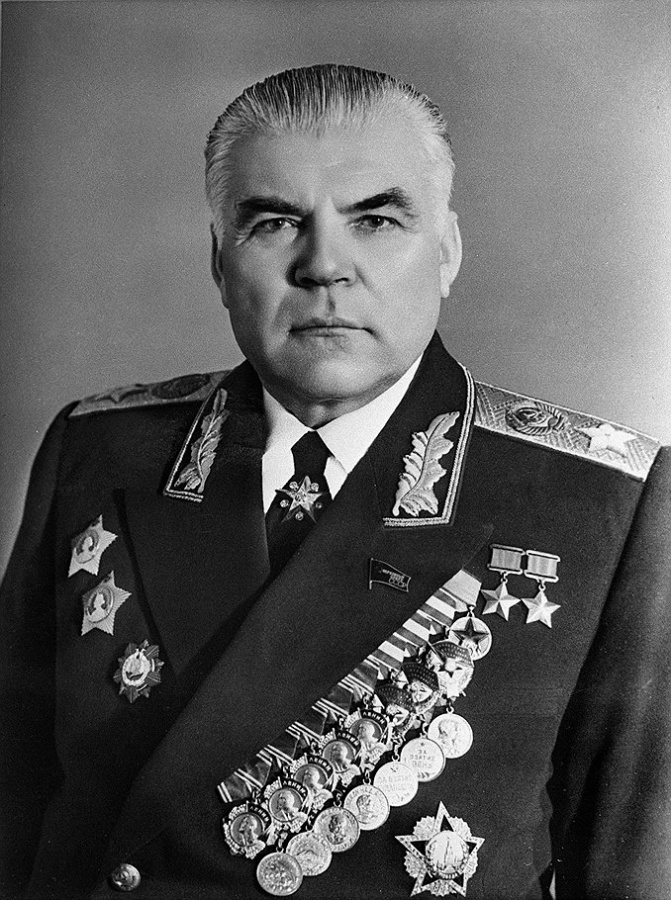
Rodion Jakovlevič Malinovskij († 31. března)

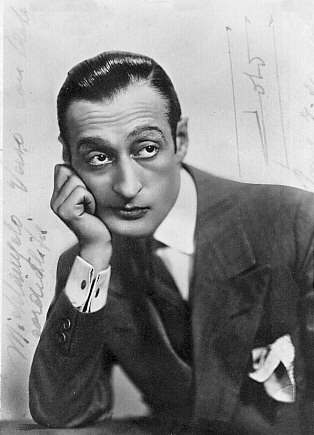
Totò († 15. duben)

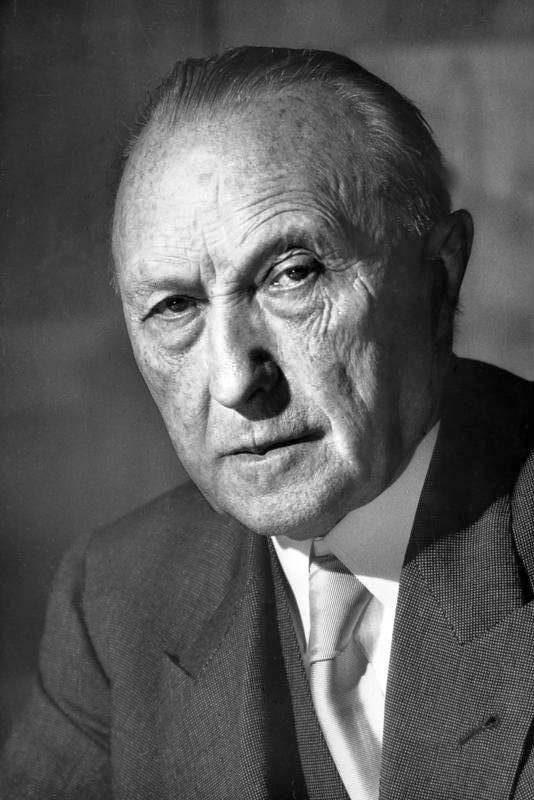
Konrad Adenauer († 19. duben)

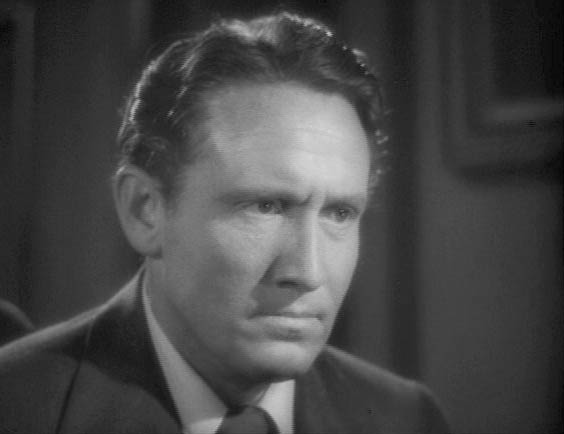
Spencer Tracy († 10. červen)

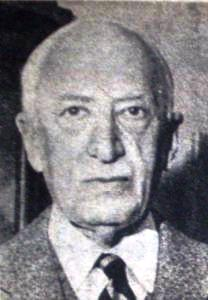
André Maurois († 9. říjen)

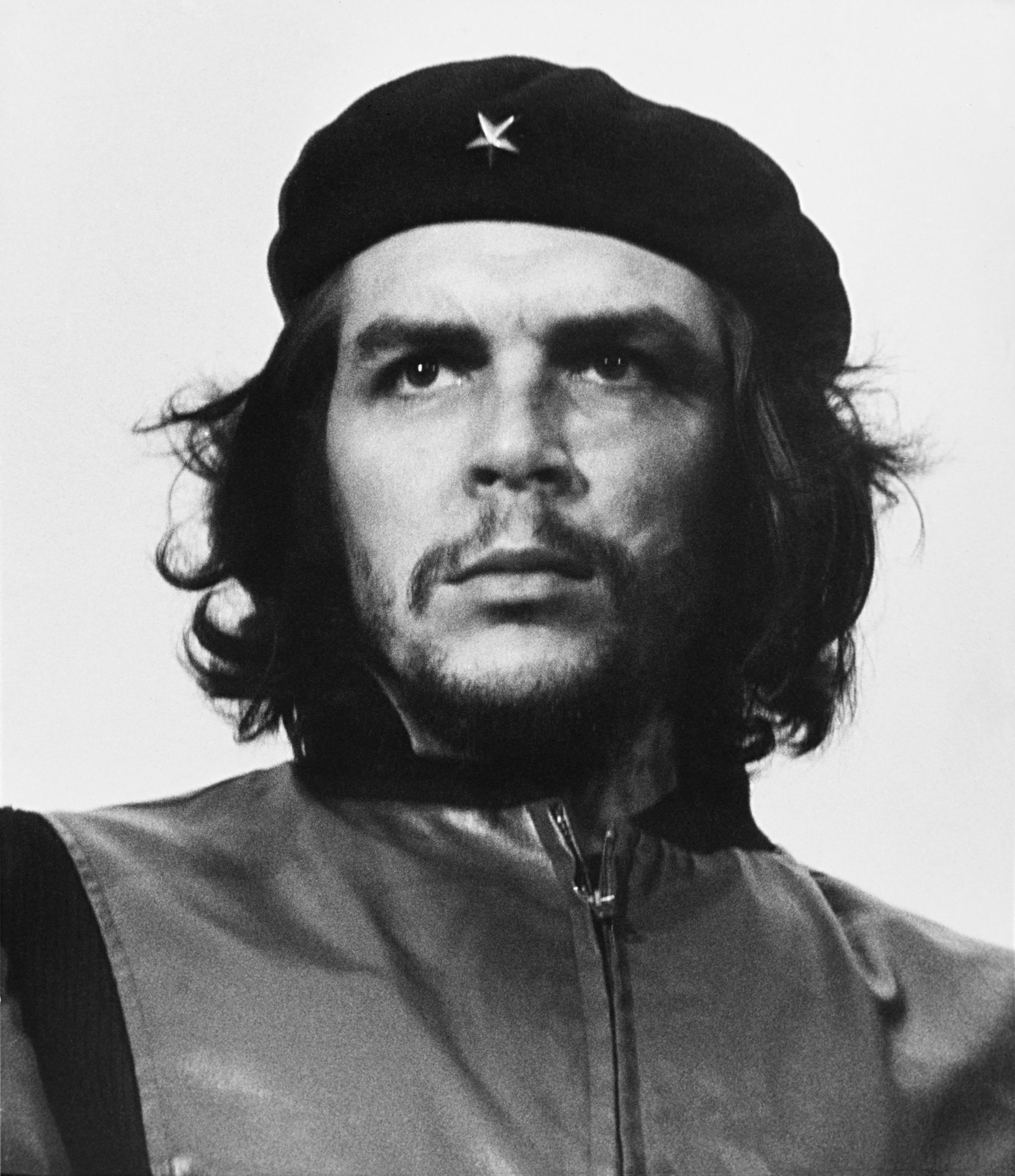
Che Guevara († 9. říjen)

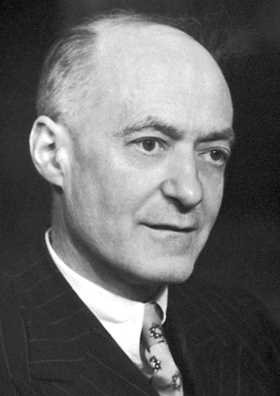
Cyril Hinshelwood († 9. říjen)

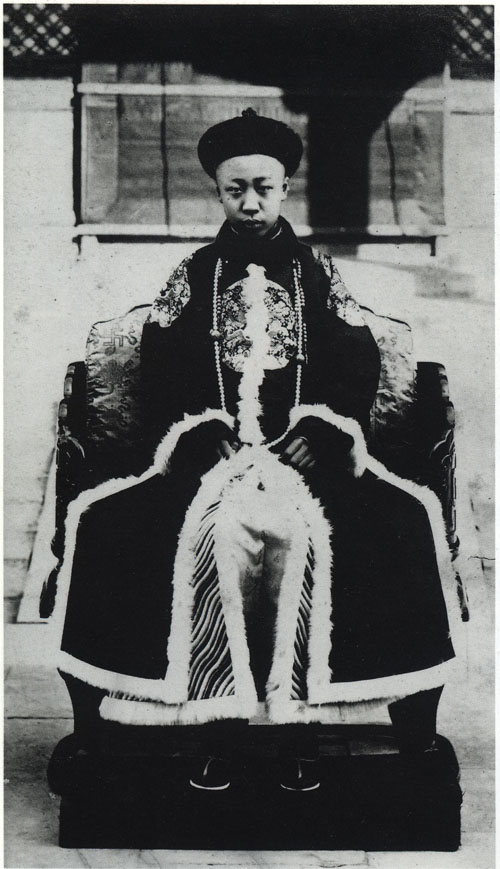
Pchu I († 17. října)

  - Donald Campbell, britský automobilový závodník (* 23. března 1921)
  - Boris Kraigher, slovinský politik, národní hrdina Jugoslávie (* 14. února 1914)
- 8. ledna – Zbigniew Cybulski, polský herec a scenárista (* 3. listopadu 1927)
- 15. ledna – Albert Szirmai, maďarský operetní skladatel (* 2. července 1880)
- 17. ledna – Evelyn Nesbitová, americká modelka a herečka (* 25. prosince 1884)
- 19. ledna
  - Taavi Tamminen, finský zápasník, mistr světa (* 10. března 1889)
  - Kazimierz Funk, polský vědec, objevitel vitamínu B1 (* 23. února 1884)
- 25. ledna – Fatma Uliye Sultan, osmanská princezna (* 12. září 1892)
- 27. ledna – Roger Bruce Chaffee, americký vojenský letec a astronaut (* 15. února 1935)
- 30. ledna – Eddie Tolan, americký sprinter, zlato na OH 1932 (* 29. září 1908)
- 7. února – Lajos Egri, americký dramatik maďarského původu (* 4. června 1888)
- 13. února – Forugh Farrokhzad, íránská básnířka a filmová režisérka (* 5. ledna 1935)
- 15. února – Little Walter, americký zpěvák, hamonikář a kytarista (* 1. května 1930)
- 17. února – Henri Perruchot, francouzský spisovatel, výtvarný a literární kritik (* 27. ledna 1917)
- 18. února – Robert Oppenheimer, americký fyzik (* 22. dubna 1904)
- 21. února – Wolf Albach-Retty, rakouský herec (* 28. května 1906)
- 27. ledna
  - Edward Higgins White, americký astronaut (* 14. listopadu 1930)
  - Virgil Ivan Grissom, americký astronaut (* 3. dubna 1926)
- 4. března – Vladan Desnica, srbský a chorvatský spisovatel (* 17. září 1905)
- 5. března – Muhammad Mosaddek, íránský předseda vlády (* 16. června 1882)
- 6. března – Zoltán Kodály, maďarský hudební skladatel (* 16. prosince 1882)
- 7. března – Alice B. Toklasová, americká spisovatelka (* 30. dubna 1877)
- 14. března – Moše Štekelis, izraelský archeolog (* 18. června 1898)
- 18. března – Julio Baghy, maďarský herec, režisér a esperantista (* 13. ledna 1891)
- 20. března – Karl Gustav Bruchmann, německý archivář, filolog a historik (* 2. října 1902)
- 25. března – Johannes Itten, švýcarsk expresionistický malíř (* 11. listopadu 1888)
- 26. března – Grigorij Žatkovič, první guvernér Podkarpatské Rusi (* 2. prosince 1886)
- 27. března – Malcolm Arbuthnot, anglický fotograf a malíř (* 1877)
- 31. března – Rodion Jakovlevič Malinovskij, maršál Sovětského svazu (* 23. listopadu 1898)
- 2. dubna – Avraham Elmalich, izraelský politik (* 1876)
- 4. dubna – Héctor Scarone, uruguayský fotbalista (* 26. listopadu 1898)
- 5. dubna – Johan Falkberget, norský spisovatel a politik (* 30. září 1879)
- 9. dubna – Radim Kettner, český geolog a báňský odborník (* 5. května 1891)
- 15. dubna – Totò, italský komik a zpěvák (* 15. února 1898)
- 18. dubna – Friedrich Heiler, německý religionista a filozof náboženství (* 30. ledna 1892)
- 19. dubna
  - Konrad Adenauer, německý kancléř (* 5. ledna 1876)
  - William Boyle, 12. hrabě z Corku a Orrery, britský admirál a šlechtic (* 30. listopadu 1873)
- 24. dubna – Vladimir Komarov, sovětský kosmonaut (* 16. března 1927)
- 6. května – Helena Koželuhová, československá politička (* 7. května 1907)
- 13. května – Barnett Stross, britský lékař a politik, iniciátor kampaně za obnovu Lidic (* 25. prosince 1899)
- 15. května – Edward Hopper, americký malíř (* 22. července 1882)
- 19. května – Elmo Hope, americký jazzový pianista (* 27. června 1923)
- 21. května – Géza Lakatos, maďarský generál, předseda vlády (* 30. dubna 1890)
- 22. května – Langston Hughes, americký básník (* 1. února 1902)
- 23. května – Peter Hansen, německý generál, zakladatel polního dělostřelectva Waffen-SS (* 30. listopadu 1896)
- 25. května – Samko Dudík, slovenský lidový umělec (* 28. října 1880)
- 27. května – Ernst Niekisch, německý levicový politik a žurnalista (* 23. května 1889)
- 29. května – Georg Wilhelm Pabst, rakouský filmový režisér narozený v Čechách (* 25. srpna 1885)
- 2. června – Ja'akov Zerubavel, izraelský politik (* 14. ledna 1886)
- 3. června
  - James Dugan, americký historik a novinář (* 7. května 1912)
  - Arthur Ransome, anglický spisovatel (* 18. ledna 1884)
- 10. června – Spencer Tracy, americký filmový herec (* 5. dubna 1900)
- 11. června – Wolfgang Köhler, německý psycholog (* 21. ledna 1887)
- 13. června – Gerald Patterson, australský tenista (* 17. prosince 1895)
- 26. června – Françoise Dorléac, francouzská filmová herečka (* 21. března 1942)
- 29. června – Primo Carnera, italský boxer, mistr světa v supertěžké váze (* 26. října 1906)
- 1. července – Max Schulze-Sölde, německý malíř (* 25. ledna 1887)
- 8. července – Vivien Leighová, anglická herečka (* 5. listopadu 1913)
- 9. července – Eugen Fischer, německý profesor antropologie a eugeniky. (* 5. července 1874)
- 10. července – Albertine Sarrazinová, francouzská spisovatelka a básnířka (* 17. září 1937)
- 13. července
  - Tom Simpson, britský cyklista (* 30. listopadu 1937)
  - André Mazon, francouzský slavista (* 7. září 1881)
- 14. července – Alojz Gradnik, slovinský básník, soudce a překladatel (* 3. srpna 1882)
- 17. července – John Coltrane, americký jazzový saxofonista a skladatel (* 23. září 1926)
- 21. července – Albert Lutuli, prezident Afrického národního kongresu (* ? 1898)
- 22. července – Carl Sandburg, americký novinář, spisovatel, hudebník a historik (* 6. ledna 1878)
- 25. července – Jozef Leo Cardijn, belgický kardinál (* 18. listopadu 1882)
- 30. července – Alexander Strachwitz, český šlechtic a politik (* 27. října 1892)
- 1. srpna
  - Richard Kuhn, německý biochemik, Nobelova cena za chemii 1938 (* 3. prosince 1900)
  - Michail Kovaljov, sovětský generál (* 7. července 1897)
- 6. srpna – Lajos Áprily, maďarský básník a překladatel (* 14. listopadu 1887)
- 15. srpna – René Magritte, belgický surrealistický malíř (* 21. listopadu 1898)
- 16. srpna – Arthur Omre, norský spisovatel (* 17. prosince 1887)
- 19. srpna – Hugo Gernsback, americký spisovatel a editor science fiction (* 16. srpna 1884)
- 25. srpna – Paul Muni, americký herec (* 22. září 1895)
- 27. srpna
  - Väinö Kokkinen, finský zápasník (* 25. listopadu 1899)
  - Brian Epstein, manažer skupiny Beatles (* 19. září 1934)
- 31. srpna – Ilja Grigorjevič Erenburg, ruský spisovatel (* 27. ledna 1891)
- 2. září – Vladimír Čobrda, slovenský evangelický biskup a politik (* 1. ledna 1880)
- 4. září – Jaroslav Vlček, český fotbalový reprezentant (* 12. února 1900)
- 5. září – Vilho Tuulos, finský olympijský vítěz v trojskoku (* 26. března 1895)
- 8. září
  - Kira Kirillovna Ruská, dcera velkoknížete Kirilla Vladimiroviče Romanova (* 9. května 1909)
  - Juliusz Rómmel, polský generál (* 3. června 1881)
- 9. září – Igor Vsevoložskij, ruský sovětský spisovatel (* 5. srpna 1903)
- 12. září – Vladimir Bartol, slovinský spisovatel (* 24. února 1903)
- 18. září – John Douglas Cockcroft, britský fyzik, Nobelova cena za fyziku 1951 (* 27. května 1897)
- 24. září – Robert van Gulik, nizozemský orientalista, diplomat, hudebník a spisovatel (* 9. srpna 1910)
- 25. září – Stanisław Sosabowski, polský generál za druhé světové války (* 3. května 1892)
- 27. září – Felix Felixovič Jusupov, ruský kníže, vrah Rasputina (* 23. března 1887)
- 29. září – Carson McCullersová, americká spisovatelka (* 19. února 1917)
- 3. října – Woody Guthrie, americký folkový písničkář (* 14. července 1912)
- 7. října – Norman Angell, anglický pedagog, novinář a politik (* 26. prosince 1872)
- 8. října – Clement Attlee, britský politik a předseda vlády (* 3. ledna 1883)
- 9. října
  - Joseph Pilates, německý tvůrce cvičení pilates (* 9. prosince 1883)
  - André Maurois, francouzský spisovatel (* 26. července 1885)
  - Dr. Ernesto Rafael Guevara de la Serna (Che Guevara), argentinský revolucionář (popraven) (* 14. června 1928)
  - Cyril Norman Hinshelwood, anglický fyzikální chemik, Nobelova cena za chemii 1956 (* 19. června 1897)
  - Gordon Allport, americký psycholog (* 11. listopadu 1897)
- 11. října
  - Ivan Stěpanovič Isakov, admirál loďstva Sovětského svazu (* 22. srpna 1894)
  - Stanley Morison, britský typograf a novinář (* 6. května 1889)
- 13. října – Dobrivoje Božić, srbský inženýr a vynálezce (* 23. prosince 1885)
- 14. října – Marcel Aymé, francouzský spisovatel a dramatik (* 29. března 1902)
- 17. října – Pchu I, poslední čínský císař (* 7. února 1906)
- 21. října – Ejnar Hertzsprung, dánský astronom (* 10. října 1873)
- 23. října
  - Janez Hribar, slovinský komunista, politik a národní hrdina (* 3. září 1909)
  - Schöne Náci, rázovitá figurka bratislavských ulic a kaváren (* 11. srpna 1897)
- 5. listopadu
  - Maximos IV. Saïgh, syrský kardinál, patriarcha antiochijský (* 10. dubna 1878)
  - Joseph Kesselring, americký spisovatel (* 21. července 1902)
- 6. listopadu – Paul Nougé, belgický surrealistický básník a fotograf (* 13. února 1895)
- 7. listopadu – John Nance Garner, viceprezident USA (* 22. listopadu 1868)
- 19. listopadu – João Guimarães Rosa, brazilský spisovatel (* 27. června 1908)
- 20. listopadu – Wolfram von den Steinen, německo-švýcarský historik (* 23. listopadu 1892)
- 25. listopadu – Ossip Zadkine, sochař a grafik ruského původu (* 14. července 1890)
- 29. listopadu – Ferenc Münnich, maďarský komunistický politik, ministr vnitra (* 16. listopadu 1886)
- 30. listopadu – Heinz Tietjen, německý dirigent a operní režisér (* 24. června 1881)
- 1. prosince – Francisko Szilágyi, maďarský a švédský esperantista, spisovatel (* 1. února 1895)
- 10. prosince – Otis Redding, americký soulový zpěvák (* 9. září 1941)
- 11. prosince – Sydir Kovpak, sovětský generál během druhé světové války, dvojnásobný Hrdina Sovětského svazu (* 7. června 1887)
- 16. prosince – Antonio Riberi, papežský diplomat a kardinál pocházející z Monaka (* 15. června 1897)
- 17. prosince – Harold Holt, australský politik, předseda vlády (* 4. srpna 1908)
- 27. prosince
  - Percy Hodge, britský olympijský vítěz 1920 (* 26. prosince 1890)
  - Julius Schaub, pobočník Adolfa Hitlera, zakladatel SS (* 20. srpna 1898)
- ? – Harold Gresley, britský malíř (* 1892)

## Hlavy států
- Československo – Antonín Novotný (1957–1968) (premiér Jozef Lenárt 1963–1968)
- Čína – Mao Ce-tung (1949–1976)
- Dánsko – Frederik IX. (1947–1972)
- Egypt – Gamál Násir (1956–1970)
- Francie – Charles de Gaulle (1959–1969)
- Itálie – Giuseppe Saragat (1964–1971)
- Japonsko – Hirohito (1926–1989)
- Maďarsko – István Dobi (1952–1967) / Pál Losonczi (1967–1987)
- Německá demokratická republika – Walter Ulbricht (1960–1973)
- Nizozemsko – Juliána Nizozemská (1948–1980)
- Rakousko – Franz Jonas (1965–1974) (kancléř Josef Klaus 1964–1970)
- Řecko – Konstantin II. (1964–1973)
- Sovětský svaz – Leonid Iljič Brežněv (1964–1982)
- Spojené království – Alžběta II. (1952–2022) (premiér Harold Wilson 1964–1970)
- Spolková republika Německo – Heinrich Lübke (1959–1969) (kancléř Kurt Georg Kiesinger 1966–1969)
- Španělsko – Francisco Franco (1939–1975)
- Švédsko – Gustav VI. Adolf (1950–1973)
- Turecko – Cevdet Sunay (1966–1973)
- USA – Lyndon B. Johnson (1963–1969)
- Vatikán – Pavel VI. (1963–1978)

### Digitální archivy k roku 1967
- Československý filmový týdeník v archivu České televize – rok 1967
- Dokumentární cyklus České televize Retro – rok 1967
- Pořad stanice Český rozhlas 6 Rok po roce – rok 1967
- Rudé právo v archivu Ústavu pro českou literaturu – ročník 47 rok 1967